# Albert Sulon
Albert Sulon (ur. 3 kwietnia 1938 w Vottem – zm. 29 czerwca 2020 w Herstal) – belgijski piłkarz grający na pozycji obrońcy. Był reprezentantem Belgii. Jego brat-bliźniak Gérard również był piłkarzem i reprezentantem kraju.

## Kariera klubowa
Swoją karierę piłkarską Sulon rozpoczął w klubie RFC Liège, w którym w sezonie 1957/1958 zadebiutował w pierwszej lidze belgijskiej i grał w nim do 1959 roku. W latach 1959–1962 był zawodnikiem UR Namur, a w sezonie 1962/1963 występował w RES Jamboise. W 1963 wrócił do RFC. W 1968 przeszedł do Tilleur FC, w którym w 1972 roku zakończył karierę.

## Kariera reprezentacyjna
W reprezentacji Belgii Sulon zadebiutował 24 marca 1965 w wygranym 2:0 towarzyskim meczu z Irlandią, rozegranym w Dublinie. W swojej karierze grał w eliminacjach do MŚ 1966 i do Euro 68. Od 1965 do 1967 rozegrał w kadrze narodowej 6 meczów.